# Nidalia celosioides
Nidalia celosioides är en korallart som först beskrevs av Simpson 1907.  Nidalia celosioides ingår i släktet Nidalia och familjen Nidaliidae. Inga underarter finns listade i Catalogue of Life.